# 辛文淵
辛文淵（1455年—？），山西太原府石州人，軍籍，明朝政治人物。

## 生平
山西鄉試第二十四名舉人，弘治六年（1493年）癸丑科會試第一百六十九名，廷試三甲第三十名進士。授濬縣知縣，十三年（1500年）調固安縣知縣，歷河間府同知、知府，
正德二年（1507年）二月擅调驿马百馀匹骑坐，为东厂察觉，命执送镇抚司拷问，参送拟罪，诏降三级，于广东极边叙用。歷升彰德府同知、汝寧府同知，升萊州府知府。正德七年十二月被给事中田汝耔劾奏贪暴，令冠带闲住。

## 家族
曾祖辛智；祖父辛守中；父辛憲，母李氏。慈侍下。

## 外部連結
- 【嘉靖】濬縣志二卷

| 官衔        | 官衔                                      | 官衔        |
| ----------- | ----------------------------------------- | ----------- |
| 前任： 許鵬 | 大名府濬縣知縣 弘治七年（1494年）上任     | 繼任： 劉台 |
| 前任： 李豪 | 順天府固安縣知縣 弘治十三年（1500年）上任 | 繼任： 張鑑 |